# Joakim Pettersson
Joakim Pettersson, född 1973, är en svensk nationalekonom och f.d. kristdemokrat. 
Arbetar som seniorkonsult och rådgivare på WSP Analys & Strategi. Har tidigare arbetat som stabschef hos Ebba Busch Thor. Innan dess arbetade han som näringspolitisk strateg på Svensk Handel och dessförinnan som utvecklingschef på Kristdemokraternas parti- och riksdagskansli. 2006 till 2011 var han politiskt sakkunnig hos socialminister Göran Hägglund ochinnan dess politiskt sakkunnig på partiets riksdagskansli. Han är utbildad nationalekonom med tidigare anställningar på Riksförsäkringsverket och Handelns Utredningsinstitut.
Som sakkunnig på Socialdepartementet var Joakim Pettersson politiskt ansvarig för omregleringen av apoteksmarknaden år 2009.